# أسلام أباد (حومة بروجن)
أسلام أباد (بالفارسية: اسلام‌آباد) هي قرية تقع في إيران في قسم حومة الريفي. يقدر عدد سكانها بـ 789 نسمة .